# Клуб семейного досуга
«Клуб семейного досуга» (сокращенно «КСД») — украинское издательство, основанное в 2000 году.
Центральный офис находится в городе Харьков, Украина, филиал в городе Белгород, Россия. В 2017 году тираж издательства составил 11 млн экземпляров, подтверждая лидирующую позицию «КСД» на украинском рынке. В 2017 году ассортимент насчитывал около 700 наименований преимущественно представляя художественную, прикладную и детскую литературу. Издательство имеет сеть из 65 фирменных книжных магазинов.

## История
КСД был основан в Харкове в 2000 году нидерландской компанией в качестве дочернего предприятия с 100-процентными иностранными инвестициями.

С 2004 года «Клуб семейного досуга» является частью международного медиаконцерна Bertelsmann (подразделение «Direct Group»), контролирующего издательско-полиграфическую отрасль Германии. После подписания договора между «КСД» и Bertelsmann, гендиректор Олег Шпильман сообщил, что КСД, по состоянию на 2004 год, издавал преимущественно русскоязычную литературу и продукция издательства на 80 процентов русскоязычная и лишь на 20 процентов украиноязычная. Руководитель пресс-службы DirectGroup, Герд Козловски, подчеркнул, что компания Bertelsmann собирается использовать сложившуюся в Украине языковую ситуацию для развития своего предприятия, и сообщил:
«Мы [компания Bertelsmann] видим возможность сотрудничества между отдельными клубами в Восточной Европе. Но кроме того мы видим также возможность развивать нашу активность частично и на российском пространстве. Около 90 процентов литературы, которую читают сегодня в Украине, [читают] на русском языке. Значит и там есть возможность для дальнейшего расширения.»
В 2005 году издательство основало филиал в российском городе Белгород, что в скором времени вывело его в ТОП-10 ведущих издательств России. В том же году, руководство Bertelsmann в лице руководителя книжных клубов Германии «Der Club, Bertelsmann», Клауса Маркуса, подтвердило планы использования «КСД» для дальнейшего выхода на рынок России. В том числе, во время Лейпцигской книжной ярмарки 2005 года, Маркус заявил: 
«Клуб Семейного Досуга» является достаточно успешным бизнесом. Мы рассматриваем его как старт для движения дальше на восток, где в первую очередь нас привлекает большой российский рынок. Именно поэтому центральный офис расположен в Харькове, вблизи российской границы.
Также в 2007 году в состав группы компаний «Книжный клуб „Клуб семейного досуга“» вошло российское издательство «Бертельсманн Медиа Москау АО» (нем. Bertelsmann Media Moscow AO), специализирующееся на издании полноцветных подарочных книг.
Для оптимизации логистики в 2009 году «КСД» открыл дистрибьюторский центр в Харькове, а потом и в Белгороде. По словам гендиректора компании О. Шпильмана, по состоянию на 2009 год российское отделение «КСД» обслуживало уже более 700 тысяч семей в России.

## Критика

### Переводы произведений не с языка оригинала
Иностранные книги, переведенные на украинский и изданы в издательстве КСД, часто оказываются переводами не из оригинального языка написания произведения (английский, немецкий и т.д.), а с языка посредника — русского. Среди самых громких скандалов о некачественных переводах КСД, украинские переводы Стивена Кинга, Елены Ферранте и т.д. После того как эти случаи перевода на украинском не с оригинала получили широкое освещение в украинском обществе, КСД пообещало исправить ситуацию и повторно выдать некачественные издания в новом, качественном переводе с языка оригинала.